# Burns Lake (ort)
Burns Lake är en ort i Kanada.   Den ligger i provinsen British Columbia, i den centrala delen av landet, 3 600 km väster om huvudstaden Ottawa. Burns Lake ligger 762 meter över havet och antalet invånare är 2 635.
Terrängen runt Burns Lake är kuperad åt sydost, men åt nordväst är den platt. Trakten runt Burns Lake är nära nog obefolkad, med mindre än två invånare per kvadratkilometer.. Det finns inga andra samhällen i närheten. 
I omgivningarna runt Burns Lake växer i huvudsak barrskog.